# 布氏月鰺
布氏月鰺（学名：Selene brownii），為輻鰭魚綱鱸形目鱸亞目鰺科月鰺屬下的一個種，屬於熱帶海水魚，西大西洋區，從墨西哥至巴西海域，包括加勒比海，深度1-50公尺，體短呈菱形且側扁，額頭突起，背鰭2個，背鰭硬棘8枚、背鰭軟條20-23枚，尾鰭叉形，體無鱗，體色銀白色，背部藍綠色，帶有金屬光澤，體長可達29公分，棲息在大陸棚，生活習性不明，可做為食用魚。